# El Roble (Panamá)
El Roble es el corregimiento más extenso del distrito de Aguadulce en la provincia de Coclé, República de Panamá. La localidad tiene 8.369 habitantes (2010).
Tiene una extensión de unos 218,8 km² y limita al norte con la cabecera del corregimiento, Aguadulce y con el Corregimiento de Barrios Unidos, al sur con el río Santa María; límite territorial entre las Provincias de Herrera y Coclé; al este con el golfo de Parita y al oeste con el Distrito de Calobre.

## Historia
No existe fecha exacta de su fundación, pero según documentos del gobierno colombiano, desde 1840; ya existía un caserío ubicado a orillas de una quebrada, aquí se extraía madera de roble para la construcción de viviendas.
Este caserío fue abandonado por sus primeros pobladores para ir a zonas menos inundables. En la vida republicana, se construyó la primera escuela del sector en 1910, estructura que aún existe como Subcentro de salud.
El pueblo fue creciendo con la llegada de inmigrantes de pueblos coloniales como Chitré, Parita, Las Tablas, Santiago, Ocú, Pesé, Antón, Natá, Chiriquí; entre otros; con la fundación del Ingenio Santa Rosa de la familia Delvalle Henríquez en 1911. Ese ingenio azucarero ha sido desde hace muchos años el motor de la actividad económica de la región. 
En 1942 se funda la primera parroquia del sector, bajo la administración de Moseñor Allende. posteriormente, el pueblo se organiza para levantar el campanario (1950) y el parque (1960)
En los años 1980, hubo un auge en la producción arrocera en el sector,
por el establecimiento el hoy extinto Grupo Eduardo Rodríguez. En 1963 se crea la Actual Escuela primaria, allí mismo funcionó desde 1982 el Primer Ciclo hasta el año 1990. Actualmente ya se cuentan con Bachilleres en el ahora Colegio Secundario El Roble.
En 1990, bajo la dirección de su junta local presidida por la Prof. Silvia Campos de Samudio, se inician las Ferias Agroindustriales de El Roble, que fueron continuadas por clubes cívicos hasta 1994.

## Clima
Su clima es tropical, durante la estación lluviosa alcanza abundantes precipitaciones y en la estación seca los vientos norteños refrescan la región. Tiene extensas llanuras, Quebradas y riachuelos en casi todas las comunidades del corregimiento. Su población según el censo de 1990 era de 4000 habitantes, pero se estima para el 2010 aumente a 9800 habitantes.

## Población
El 20% de su población es blanca, 40% mestizos, 30% negros Coloniales, 7 % indígenas y 3% extranjeros (asiáticos y extranjeros).

## Actividad económica
Existen extensas áreas dedicadas a la ganadería, el cultivo de la caña (Fincas de Panela y Mangote) de arroz y más recientemente la creación de lagos para la cría de camarones y langostinos en las albinas. Además existe en el área diversas empresas e industrias dedicadas a la producción de productos lácteos, gas natural, talleres y restaurantes. 
Se ha notado en los últimos años una alta migración de su población joven (20-40 años) hacia la capital, por diversos motivos, lo que ha hecho que otras localidades del corregimiento como La Loma y Jaguito cuenten con mejor organización comunitaria.